# Dicranosepsis javanica
Dicranosepsis javanica är en tvåvingeart som beskrevs av Meijere 1904. Dicranosepsis javanica ingår i släktet Dicranosepsis och familjen svängflugor. Inga underarter finns listade i Catalogue of Life.